# Enolether

Allgemeine Struktur von Enolethern

Als Enolether werden Ether von Enolen mit der allgemeinen Struktur R1R2C=CR3–O–R4 bezeichnet. Von besonderer technischer Bedeutung sind in dieser Stoffgruppe die Vinylether H2C=CH–O–R, bei denen eine Vinylgruppe (Ethenylgruppe) über ein Sauerstoffatom mit einem variablen Rest R verbunden ist. 

## Gewinnung und Darstellung
Enolether können im Labor beispielsweise durch Umsetzung der Carbonsäureester mit Tebbe-Reagenz dargestellt werden.
Die Herstellung von Vinylethern im industriellen Maßstab erfolgt meist durch Umsetzung der entsprechenden Alkohole mit Ethin in Gegenwart basischer Katalysatoren (Reppe-Synthese). 
{\displaystyle \mathrm {HC{\equiv }CH+R{-}OH\longrightarrow H_{2}C{=}CH{-}O{-}R} }
Die Vinylierung kann sowohl in flüssiger als auch in der Gasphase durchgeführt werden. Bei der Vinylierung in der Gasphase werden basische Heterogenkatalysatoren, wie beispielsweise Kaliumhydroxid auf Aktivkohle oder Magnesiumoxid/Calciumoxid eingesetzt. In der Flüssigphase wird die stark exotherme Reaktion im Allgemeinen in Gegenwart von Alkalimetallhydroxid- oder Alkalimetallalkoxid-Katalysatoren durchgeführt.

## Eigenschaften und Verwendung
Enolether und Enamine werden auch als elektronenreiche oder aktivierte Alkene bezeichnet, weil das der Doppelbindung benachbarte Sauerstoffatom unter Bildung einer Resonanzstruktur (Oxonium-Ionen-Struktur) Elektronen abgibt. Diese Eigenschaft verleiht den Enolethern eine besondere Reaktivität beispielsweise für die Diels-Alder-Reaktion. Ein Enolether kann als Ether des korrespondierenden Enolats aufgefasst werden. 
Enolether dienen auch als Ausgangsmaterial zur Darstellung von α-Bromcarbonsäureestern, die ihrerseits Edukte für die wichtige Reformatzki-Reaktion sein können. 
Allyl-Vinylether sind die Ausgangssubstrate für Claisen-Umlagerungen zu γ,δ-ungesättigten Carbonylverbindungen. 
Vinylether finden unter anderem Verwendung als Monomerbausteine in Polymeren und Copolymeren, in Beschichtungen, Klebstoffen, Druckfarben sowie in strahlungshärtenden Lacken. Weiterhin werden sie zur Herstellung von Geruchs- und Geschmacksstoffen, Pharmazeutika und Zwischenprodukten in der chemischen Industrie eingesetzt. Der einfachste Vertreter dieser Stoffgruppe, Methylvinylether, wird häufig selbst einfach  „Vinylether“ genannt.